# アメリカオオアカイカ
アメリカオオアカイカ(Dosidicus gigas)はアカイカ科に属する大型のイカである。英名 Humboldt squid は、生息域にペルー海流（フンボルト海流）が流れていることに由来する。レッドデビル・スクイッドなどとも。

## 分布
東部太平洋、ティエラ・デル・フエゴからカリフォルニアの深度200-700mに生息する。
近年生息域が北方に移動しており、上位捕食者の減少・水温の上昇によるものだと考えられている。1997-98年の大規模なエルニーニョでは初めてモントレー湾で観察され、2002年の小規模なエルニーニョ中にも観察された。同じような傾向がワシントン州・オレゴン州・アラスカ州などでも見られる。2004年には1,000-1,500個体がワシントン州ロングビーチ半島に漂着し、ピュージェット湾でも観察された。
米国科学アカデミー紀要によると、今世紀末の海洋酸性化によって本種の代謝は31%、活動性は45%低下し、より酸素濃度の高い浅い水域に移動してくることが予測された。

## 形態

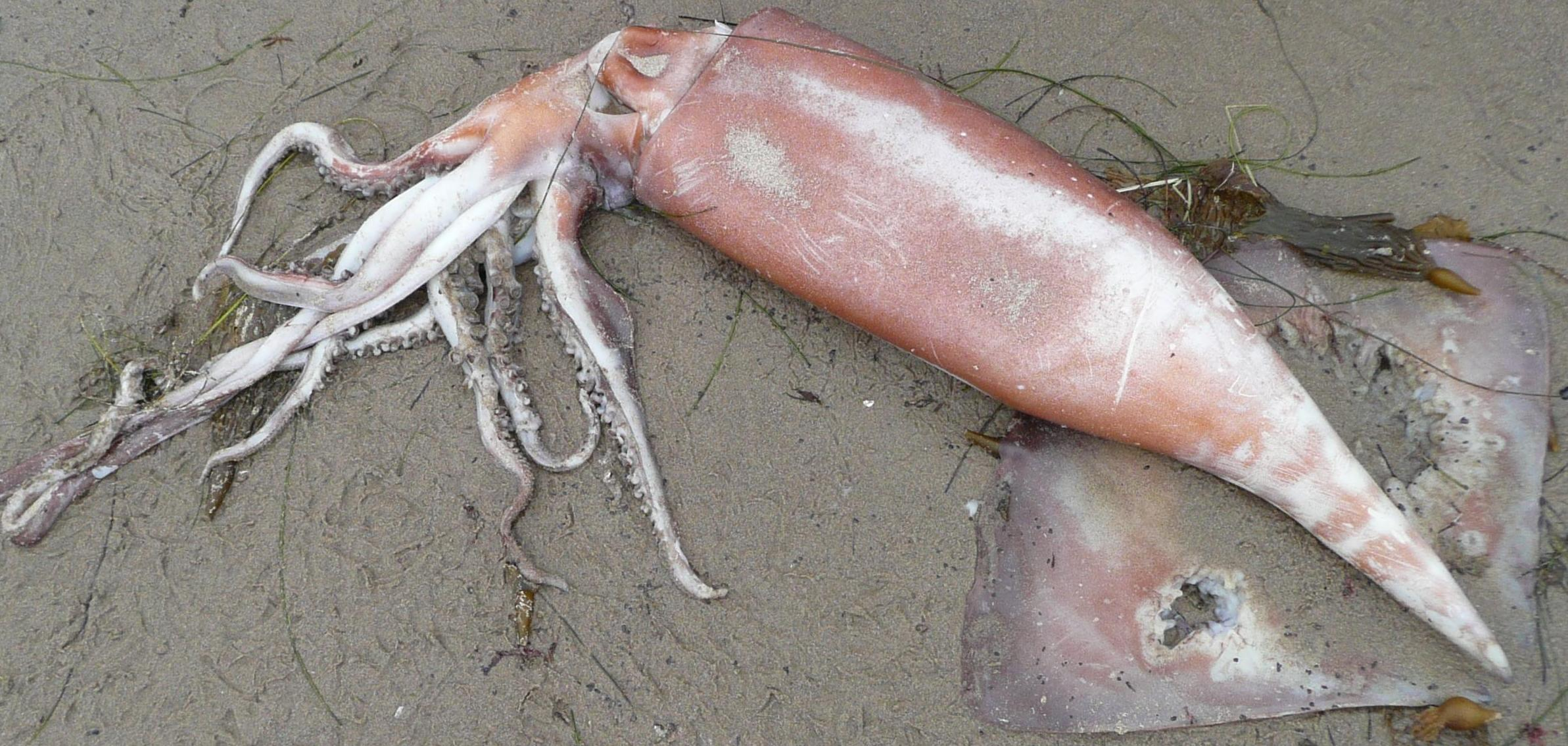
サンタバーバラに打ち上げられた個体

外套長1.75m、体重50kgにまで成長する。腕には100-200の小吸盤が並ぶ。触腕には4列に大吸盤が並び、その角質環上には8-25個の歯がある。発光器もあるが小さくて少数である。色素胞は外套膜で300個/cm2、鰭上面で800個/cm2の密度に達する。
平均して、重量の40%は外套、14%が腕、12%が鰭、5%が頭部、3%が外皮、残り(26%)が内臓である。

## 生態
肉食性で、主に小魚・甲殻類・頭足類・カイアシ類を食べる。頭足類には珍しく獲物を群れで襲うことも知られるが、多くの研究者は個体間で協力して襲っているわけではないと考えている。
約1,200個体で群れを作り、漏斗と鰭を用いて最高24km/hで泳ぐことができる。
活発に動き回ると言われたこともあるが、現在では活発なのは摂食時だけだと考えられている。傷ついたり弱ったりした個体に対する共食いもよく見られ、これにより急速な成長が可能になっていると予想されている。被食・捕食時以外は好奇心の強い生物であり、知的な振る舞いも見せると報告されている。
電子タグにより、日周鉛直移動を行うことが示された。これは鋭敏な視覚を活かして暗い場所で狩りを行うためで、昼間は深度200-700mにいるが夜間は100m以浅にまで浮上する。月に影響を受け、満月時には深い場所に留まることが多い。また、昼間の深度200-700mには酸素極小層が存在するため、低い酸素濃度に耐えられる機構を持っていると考えられる。大型個体は2年生きるかもしれないが、基本的に寿命は1年と考えられている。
色素胞を用いて体色を濃赤紫から白まで急速に変えることができ、体全体の色を変えるのに0.15秒しかかからない。個体間のコミュニケーションに用いていると考えられる。体全体の色を変えるほか、鰭や腕の一部だけ色を変えたり、腕に複雑なパターンを描いたりすることもできる。

## 人との関連

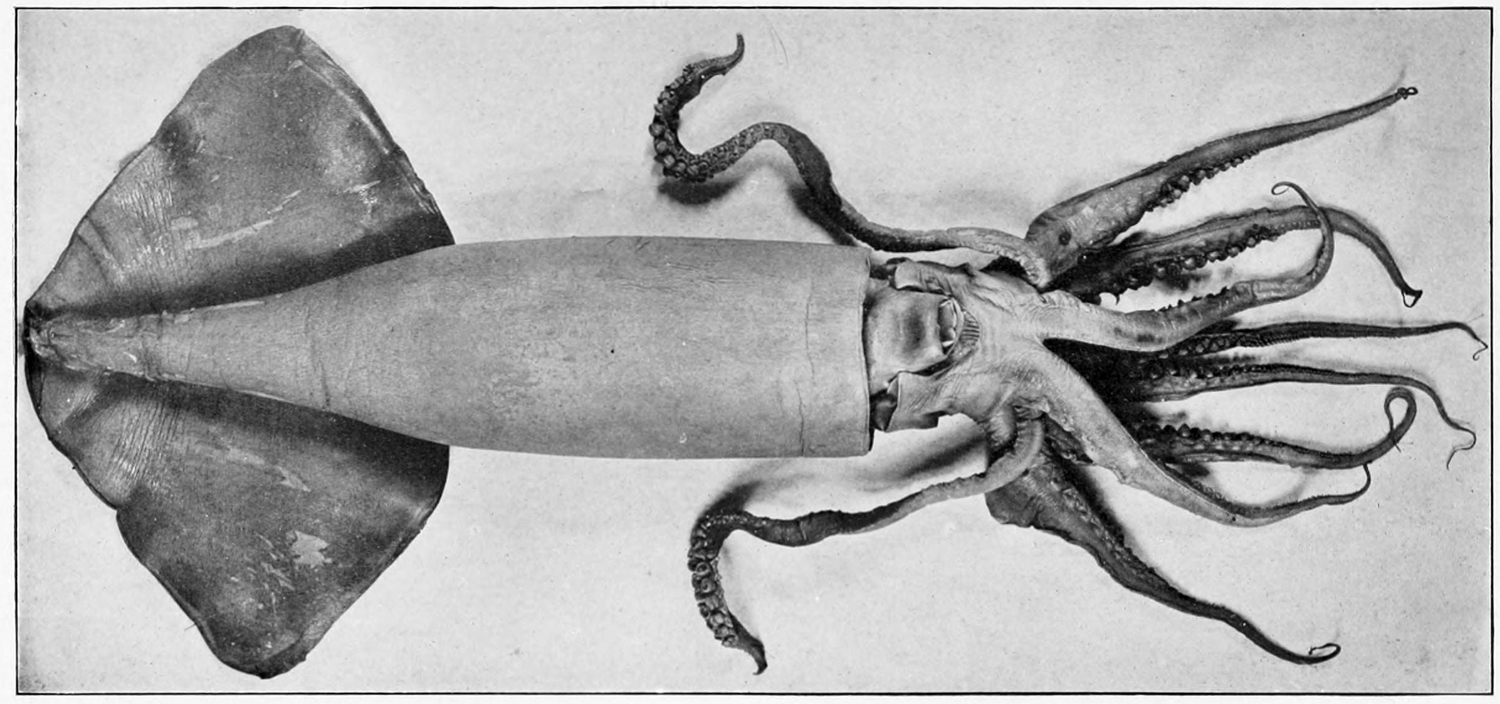
Image of D. gigas from the Bulletin of the United States Fish Commission

閃光などで刺激すると人を襲うこともあるが、基本的には無害である。
夜間に集魚灯を用いて商業的に漁獲される。1990年代からメキシコやペルー、チリが主要な漁場となっている。ヨーロッパ・アジアに輸出されるが、北米・南米での消費量も増えている。
釣り針にかかった魚やイカ（同種個体も含む）に襲いかかることが知られる。釣り上げられると激しく色を変えて暴れるため、メキシコの漁業者からdiablos rojos(赤い悪魔)と呼ばれている。ダイオウイカ等他の大型種とは異なり、浮力を得るためにアンモニアを蓄積しないのも食用とされる理由と考えられる。